# Nikolai Chuzhikov
Nikolai Chuzhikov (Makeshkino, URSS, 5 de mayo de 1938) es un deportista soviético que compitió en piragüismo en la modalidad de aguas tranquilas. 
Participó en dos Juegos Olímpicos de Verano en los años 1964 y 1968, obteniendo una medalla de oro en la edición de Tokio 1964 en la prueba de K4 1000 m. Ganó dos medallas en el Campeonato Mundial de Piragüismo, en los años 1963 y 1966, y cuatro medallas en el Campeonato Europeo de Piragüismo entre los años 1963 y 1969.

## Palmarés internacional
| Juegos Olímpicos   | Juegos Olímpicos      | Juegos Olímpicos  | Juegos Olímpicos |
| Año                | Lugar                 | Medalla           | Competición      |
| ------------------ | --------------------- | ----------------- | ---------------- |
| 1964               | Tokio (Japón)         | Medalla de oro    | K4 1000 m        |
| Campeonato Mundial |                       |                   |                  |
| Año                | Lugar                 | Medalla           | Competición      |
| 1963               | Jajce (Yugoslavia)    | Medalla de bronce | K2 1000 m        |
| 1966               | Berlín Oriental (RDA) | Medalla de oro    | K4 10 000 m      |
| Campeonato Europeo |                       |                   |                  |
| Año                | Lugar                 | Medalla           | Competición      |
| 1963               | Jajce (Yugoslavia)    | Medalla de bronce | K2 1000 m        |
| 1965               | Bucarest (Rumania)    | Medalla de bronce | K4 10 000 m      |
| 1967               | Duisburgo (RFA)       | Medalla de bronce | K4 1000 m        |
| 1969               | Moscú (URSS)          | Medalla de bronce | K4 1000 m        |